# Fatick
Fatik o Fatick és una població de la regió de Fatick al Senegal, a l'oest de Kaolack. És capital del departament de Fatick un dels tres de la regió de Fatick, de la que tanmateix és capital.
El 1859 Louis Faidherbe va derrotar a Fatik al rei de Sine